# Каталог Ламприя
Каталог Ламприя — перечень трудов древнегреческого писателя Плутарха, составленный в античную эпоху и ошибочно приписанный его сыну Ламприю. Каталог широко используется исследователями для реконструкции тематики несохранившихся сочинений Плутарха и решения других вопросов его творчества.

## История
Каталог был составлен в III–IV веках в одной из античных библиотек. Распространённая ранее точка зрения, будто автором каталога был сын Плутарха, в современной историографии отвергнута. Каталог предваряется кратким письмом, которое написано предположительно в XIII–XIV веках по модели письма Плиния Младшего.
Каталог долгое время был неизвестен, а обнаружили его в рукописи Neapolitanus III B 29. В 1597 году Давид Хёшель опубликовал в Аугсбурге первое издание, выполненное по копии каталога, выполненной Андреасом Схоттом. Значительно позднее в венецианской рукописи Marc. 248 (в настоящее время — № 328) была выявлена более полная версия каталога. Копию каталога из этой рукописи Иоганн Христиан Зибенкис передал Готлибу Кристофу Гарлесу, который в 1786 году опубликовал его в 5-м томе своего издания «Греческой библиотеки» Иоганна Фабрициуса.
Всего известно 3 рукописи с фрагментами каталога: парижская XII века (Paris. 1678), неаполитанская конца XIV века (Neapolitanus III B 29) и венецианская 1302 года (Marc. 481, в настоящее время — № 863). Неаполитанская и венецианская рукописи легли в основу текстов нескольких других версий каталога в манускриптах Vat. Gr. 1347, Paris. 1751 (обе скопированы с неаполитанской рукописи), Pal. Vat. 170, Marc. 186 (в настоящее время — № 601) и Marc. 248 (в настоящее время — № 328; все три скопированы с Marc. 481/863). Чернила парижской рукописи почти выцвели, и Фрэнсису Гарри Сэндбаху удалось получить разрешение у руководства Национальной библиотеки Франции сделать ультрафиолетовые фотографии листов для издания текста в серии «Loeb Classical Library».
Название «каталог Ламприя» устоялось, хотя оно основано на вероятной мистификации: неаполитанская рукопись начинается с краткого введения, написанного в форме препроводительного письма к каталогу от имени сына Плутарха. В средневековой византийской энциклопедии «Суда» упоминался сын Плутарха Ламприй (хотя у Плутарха неизвестны сыновья с таким именем), что и послужило основанием для названия каталога. Немецкий антиковед Конрат Циглер отметил сходство препроводительного письма с одним из писем Плиния Младшего и предположил, что введение к каталогу было составлено в XIII—XIV веках по модели письма Плиния. Рукопись Marc. 248/328 содержит краткую заметку, написанную Иоанном Рососом, в которой наверняка ошибочно сообщалось о наличии также кратких изложений содержания упомянутых трудов.

## Содержание
В каталоге перечислено около 220 сочинений. В издании Фрэнсиса Гарри Сэндбаха выделено 227 сочинений, причём пары биографий «Сравнительных жизнеописаний» и жизнеописания Арата с Артаксерксом и Гальбы с Отоном объединялись. Из-за особенностей рукописной традиции Сэндбах выделил работы 69a и 200a как самостоятельные сочинения, отмечая отсутствие консенсуса других исследователей по данному вопросу.
Для некоторых сочинений в каталоге указывается, что их объём составляет несколько томов (например, № 58: др.-греч. Περὶ εἱμαρμένης βιβλία β’ [Perí heimarménēs biblía b] «О судьбе в двух книгах»). В результате общий объём описанных в каталоге работ оценивается примерно в 300 книг-свитков, а объём сохранившихся произведений Плутарха составляет менее половины от их первоначального объёма.

## Издания
- Lamprias Catalogue // Plutarch's Moralia. Vol. XV. Fragments. / ed. and transl. by F. H. Sandbach. — 1969. — P. 8–29.